# Phiale bipunctata
Phiale bipunctata là một loài nhện trong họ Salticidae.
Loài này thuộc chi Phiale. Phiale bipunctata được Cândido Firmino de Mello-Leitão miêu tả năm 1947.